# Dryopsophus dorsivenus
Espèce
Synonymes
- Hyla dorsivena Tyler, 1968
- Litoria dorsivena (Tyler, 1968)

Statut de conservation UICN

 DD  : Données insuffisantes
Dryopsophus dorsivenus est une espèce d'amphibiens de la famille des Pelodryadidae.

## Répartition
Cette espèce est endémique du Nord de la province ouest en Papouasie-Nouvelle-Guinée. Elle se rencontre dans la région de Telefomin dans centre de la Nouvelle-Guinée, à environ 1 800 m d'altitude dans le haut bassin du Fly et du Sepik.

## Description
Dryopsophus dorsivenus mesure de 26,5 à 28 mm pour les mâles et de 41 à 46,5 mm pour les femelles.

## Publication originale
- Tyler, 1968 : Papuan hylid frogs of the genus Hyla. Zoologische verhandelingen, vol. 96, p. 1-203 (texte intégral).